# Na celowniku (film 1985)
Na celowniku (oryg. Xia ri fu xing) – hongkoński film akcji z elementami sztuk walki z 1985 roku w reżyserii Sammo Hunga.
W 1987 roku podczas 6. edycji Hong Kong Film Awards zespół Sammo Hung's Stuntmen Association był nominowany w kategorii Best Action Design.

## Fabuła
Informator policji został zabity po dostarczeniu informacji o nielegalnej transakcji narkotykowej. Yi-Ching (Rosamund Kwan) i Lau (James Tien), którzy poznali szczegóły są w niebezpieczeństwie. Jako ich ochrona zostali przydzieleni detektywi Muscles (Jackie Chan) i Fung (Biao Yuen) oraz inspektor Woo (Sibelle Hu).

## Obsada
Źródło: Filmweb

- Rosamund Kwan – Wang Yi-Ching
- Andy Lau – Associate of Muscles
- Sibelle Hu
- Michelle Yeoh – Judo Instruktor
- Wu Ma – Witch Doctor
- Hoi San Lee – Thug
- Billy Lau – reżyser
- Yasuaki Kurata – japoński morderca
- Phillip Ko – Thug
- Kara Hui – przewodniczka
- Shui-Fan Fung – Rawhide
- Fat Chung – morderca z wąsami
- Cho Tat-wah – Tsao
- Anthony Chan – przewodnik
- John Shum – Wormgrass
- Eric Tsang – Roundhead
- Richard Ng – Sandy
- Charlie Chin – Herb
- Jackie Chan – Muscles
- Yuen Biao – Ricky
- Sammo Hung – Kidstuff
- Chia Yung Liu – Thug
- Season Ma – Tour Girl
- Kiu Wai Miu – Pagoda
- Sandra Ng – przewodniczka
- Richard Norton – Caucasian morderca
- James Tien – Lau
- Dick Wei – Chief Tsao
- Melvin Wong – Ma